# Иглица гирканская
И́глица гирка́нская (лат. Rúscus hyrcanus) — многолетний кустарничек, вид рода Иглица (Ruscus) семейства Спаржевые (Asparagaceae).
Видовой эпитет связан с названием исторической области Гиркания, местом произрастания.

## Ботаническое описание
Растение 25—40 см высотой.
Стебель бороздчатый, ветвистый. Ветви на вершине стебля в числе пяти, реже их четыре или шесть. Четыре ветви образуют мутовку, а пятая является продолжением стебля, все почти одинаковой длины, дугообразно изогнуты в сторону и вниз. Филлокладии зелёные, продолговато-яйцевидные или ланцетно-эллиптические, реже широко-ланцетные, 12—25 мм длиной, 8—13 мм шириной (вместе с остроконечием), с ясными, частыми параллельными жилками, с колючим остроконечием 2—2,5 мм длиной, с сильно выдающейся килеватой средней жилкой.
Цветки по два—пять в пучках в пазухах плёнчатых прицветных листочков, реже одиночные. Цветёт в апреле. Плодоносит в сентябре—октябре.
Вид описан из Ирана.

## Распространение
Встречается в Южном Крыму, Юго-Восточном Закавказье (Астаринский и Ленкоранский районы Азербайджана), Северном Иране.
Растёт в лесах до 1200 м над уровнем моря, в самшитовых рощах. Входит в состав кустарникового яруса в лесах из дуба каштанолистного в Талышских горах на юге Азербайджана, на свежих глинистых желтозёмных и слабоподзолистых почвах. Корневищный геофит.

## Охрана
Внесена в Красную книгу Азербайджана как редкий реликтовый вид. Охраняется на территории Гирканского национального парка. Лимитирующими факторами являются сбор растений на венки, гирлянды и букеты, освоение земель.

## Классификация

### Таксономия
|  |                  |  |                   |                                      |                       |  | ещё 58 порядков цветковых растений (согласно Системе APG III) | ещё 58 порядков цветковых растений (согласно Системе APG III) |                                            |  |  |  | ещё 5 подсемейств                       | ещё 5 подсемейств |  |  |  |  | ещё 7 видов | ещё 7 видов |
|  |                  |  |                   |                                      |                       |  | ещё 58 порядков цветковых растений (согласно Системе APG III) | ещё 58 порядков цветковых растений (согласно Системе APG III) |                                            |  |  |  | ещё 5 подсемейств                       | ещё 5 подсемейств |  |  |  |  | ещё 7 видов | ещё 7 видов |
|  |                  |  |                   | отдел Цветковые, или Покрытосеменные |                       |  |                                                               |                                                               | семейство Спаржевые                        |  |  |  |                                         | семейство Ruscus  |  |  |  |  |             |             |
|  |                  |  |                   | отдел Цветковые, или Покрытосеменные |                       |  |                                                               |                                                               | семейство Спаржевые                        |  |  |  |                                         | семейство Ruscus  |  |  |  |  |             |             |
|  | царство Растения |  |                   |                                      | порядок Спаржецветные |  |                                                               |                                                               | подсемейство Nolinoideae                   |  |  |  | вид Иглица гирканская (Ruscus hyrcanus) |                   |  |  |  |  |             |             |
|  | царство Растения |  |                   |                                      |                       |  |                                                               |                                                               |                                            |  |  |  |                                         |                   |  |  |  |  |             |             |
|  |                  |  | ещё 13-16 отделов | ещё 13-16 отделов                    |                       |  |                                                               | ещё 13 семейств (согласно Системе APG III)                    | ещё 13 семейств (согласно Системе APG III) |  |  |  | ещё 28 родов                            | ещё 28 родов      |  |  |  |  |             |             |
|  |                  |  |                   | ещё 13-16 отделов                    |                       |  |                                                               |                                                               | ещё 13 семейств (согласно Системе APG III) |  |  |  |                                         | ещё 28 родов      |  |  |  |  |             |             |